# Supita Tita
Supita Tita (* 1987 Subang, Západní Jáva) je reprezentantka Indonésie ve sportovním lezení, mistryně Asie v lezení na rychlost.

## Výkony a ocenění
- 2014,2015: mistryně Asie

### Závodní výsledky
| Mistrovství světa | Mistrovství světa |
| Rok               | 2014              |
| ----------------- | ----------------- |
| Rychlost          | 17                |

| Světový pohár | Světový pohár | Světový pohár | Světový pohár | Světový pohár |
| Rok           | 2011          | 2012          | 2013          | 2014          |
| ------------- | ------------- | ------------- | ------------- | ------------- |
| Rychlost      | 22-23         | 25-27         | 15            | 17-18         |
| jednotlivě*   | ,8,12,        | ,6,7,         | ,10,          | ,11,16,       |

* poznámka: nalevo jsou poslední závody v roce
| Mistrovství Asie | Mistrovství Asie | Mistrovství Asie | Mistrovství Asie | Mistrovství Asie |
| Rok              | 2013             | 2014             | 2015             | 2016             |
| ---------------- | ---------------- | ---------------- | ---------------- | ---------------- |
| Obtížnost        | 7                | —                | —                | —                |
| Rychlost         | 2                | 1                | 1                | 3                |